# ラントヴァッサー橋

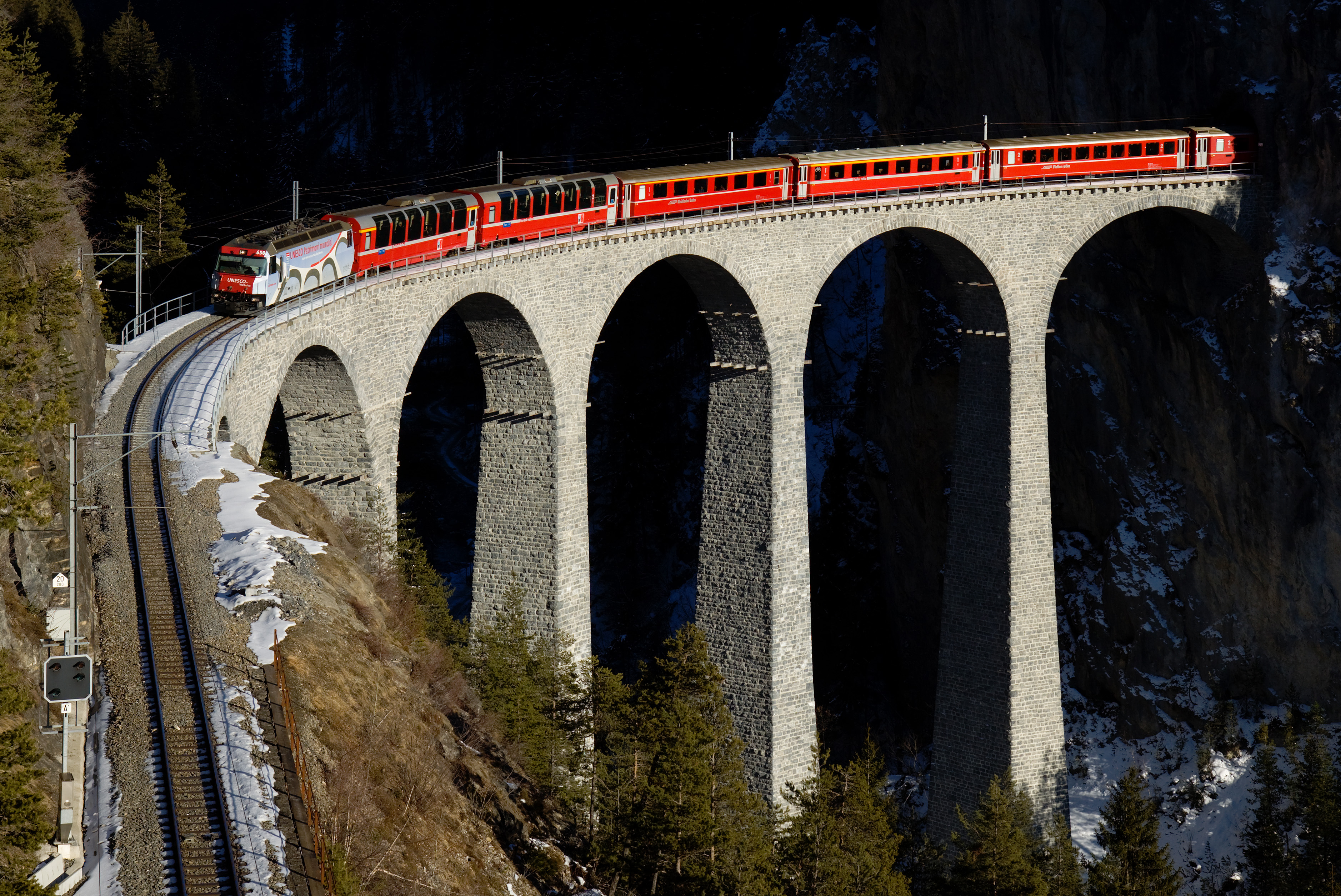
ラントヴァッサー橋

ラントヴァッサー橋（ドイツ語: Landwasserviadukt）はスイスのグラウビュンデン州にある鉄道高架橋である。

## 概要
シュミッテンの南にあるラントヴァッサー峡谷にかかっており、長さは136メートル、高さは65メートルである。1901年から1903年にかけて建設された。レーティッシュ鉄道(RhB)が利用しており、氷河急行もこの橋を通過する。フィリズールを出発した列車は216メートルのトンネルを通過する。このトンネルを出たところが絶壁になっており、トンネルの出口が直接ラントヴァッサー橋につながっている。ラントヴァッサー橋の建設に当たった技師はドイツ人のフリードリッヒ・フォン・ヘニングで、建設を担当したのはMüller & Zeerleder社である。橋は半径100メートルのカーブを描いている。素材は石灰岩で、5つの20mの径間から成っている。
ラントヴァッサー橋があるアルブラ線の建設は1898年に始まった。工事は11の区間に分けて行われ、55の橋と39のトンネルが建設された。なかでもラントヴァッサー峡谷はもっとも越えるのが難しい地点だった。1901年5月に橋の建設が始まり、1902年10月にはすでにいくらかの列車が通過していた。1903年7月1日、アルブラ線はまだ完成していなかったが、ラントヴァッサー橋の供用が開始された。
ラントヴァッサー橋は1949年に発行されたスイスの60サンチーム切手の題材になっている。

## ギャラリー

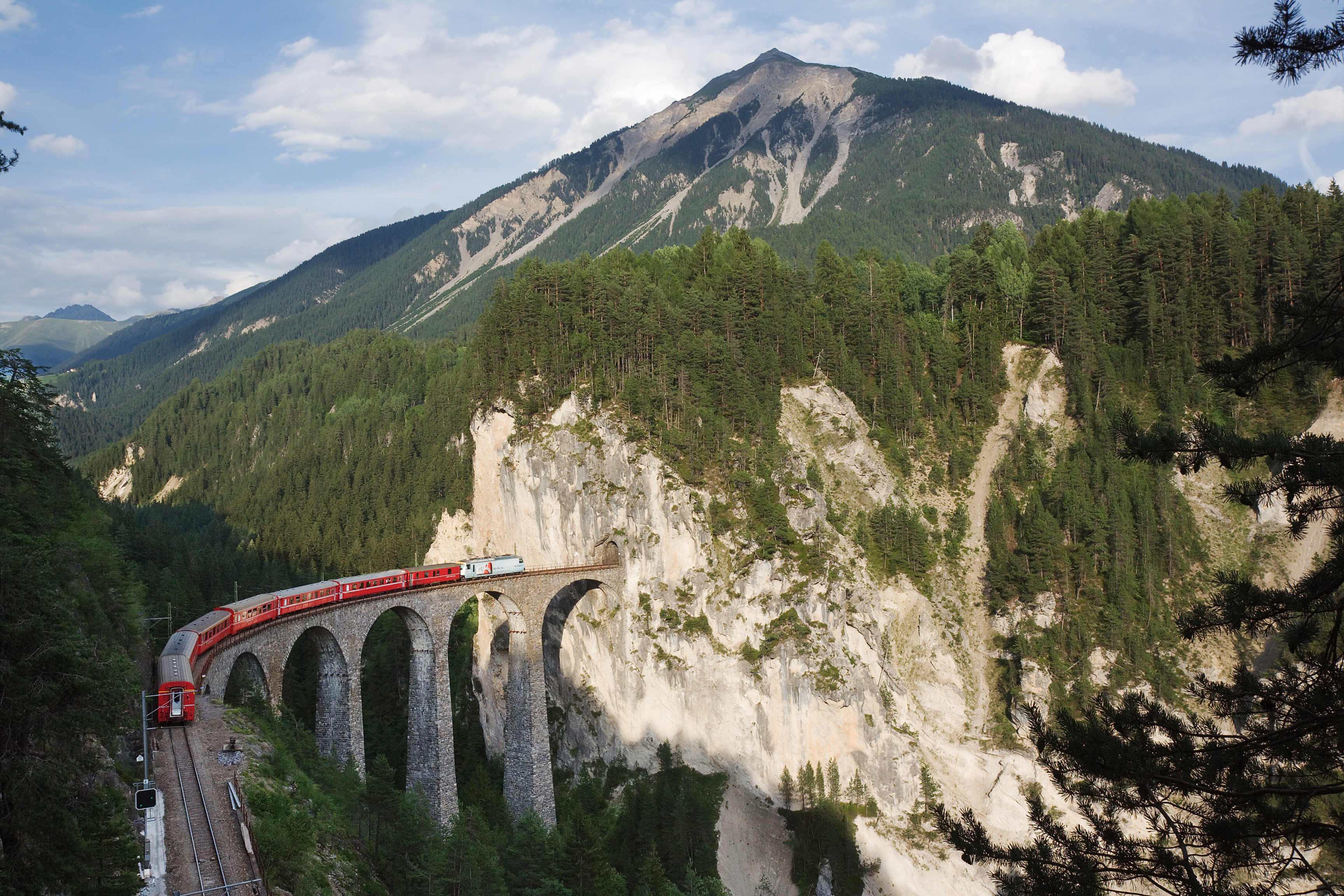
ラントヴァッサー橋とUmgebung
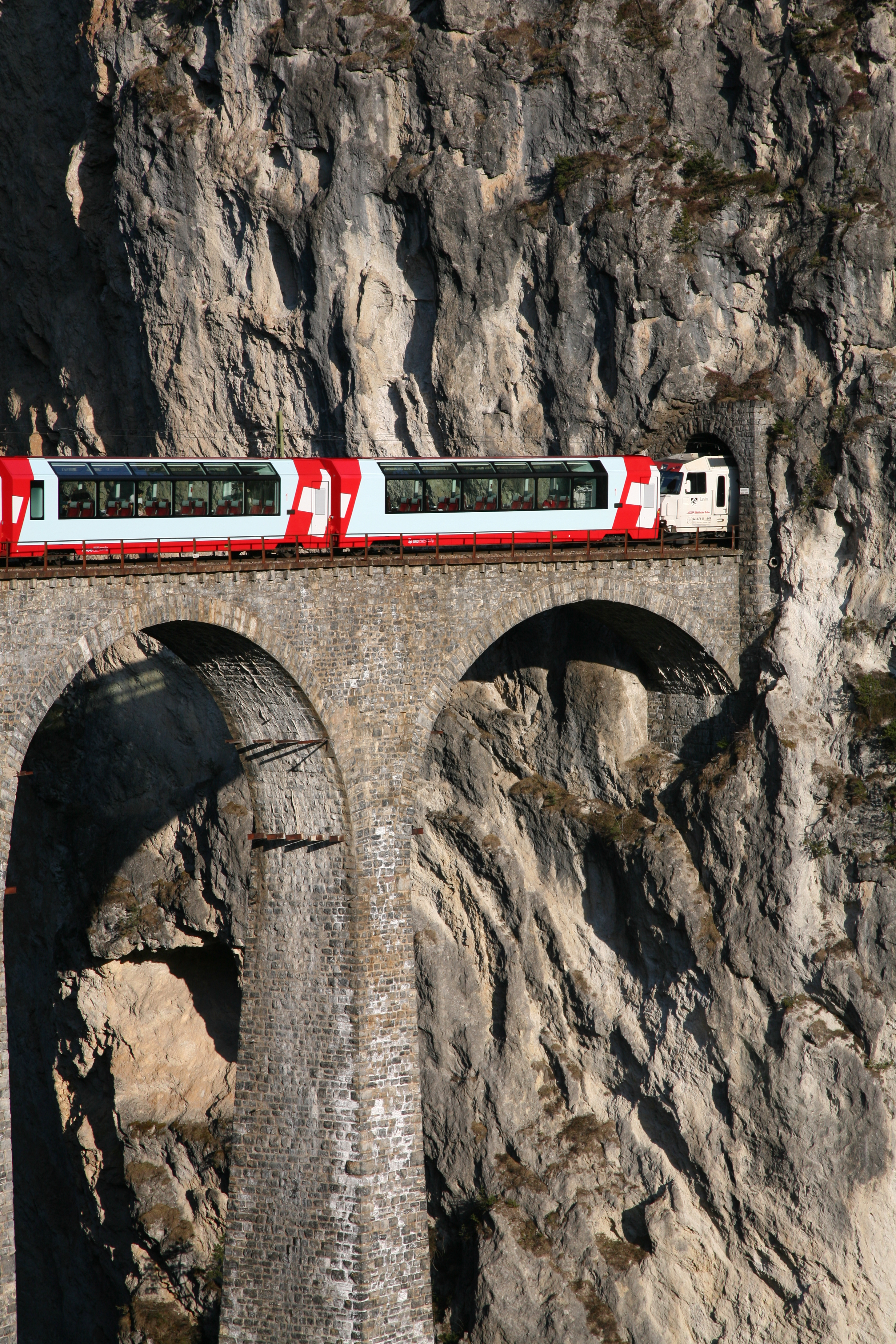
氷河急行のパノラマカーがラントヴァサートンネルに入る画像。
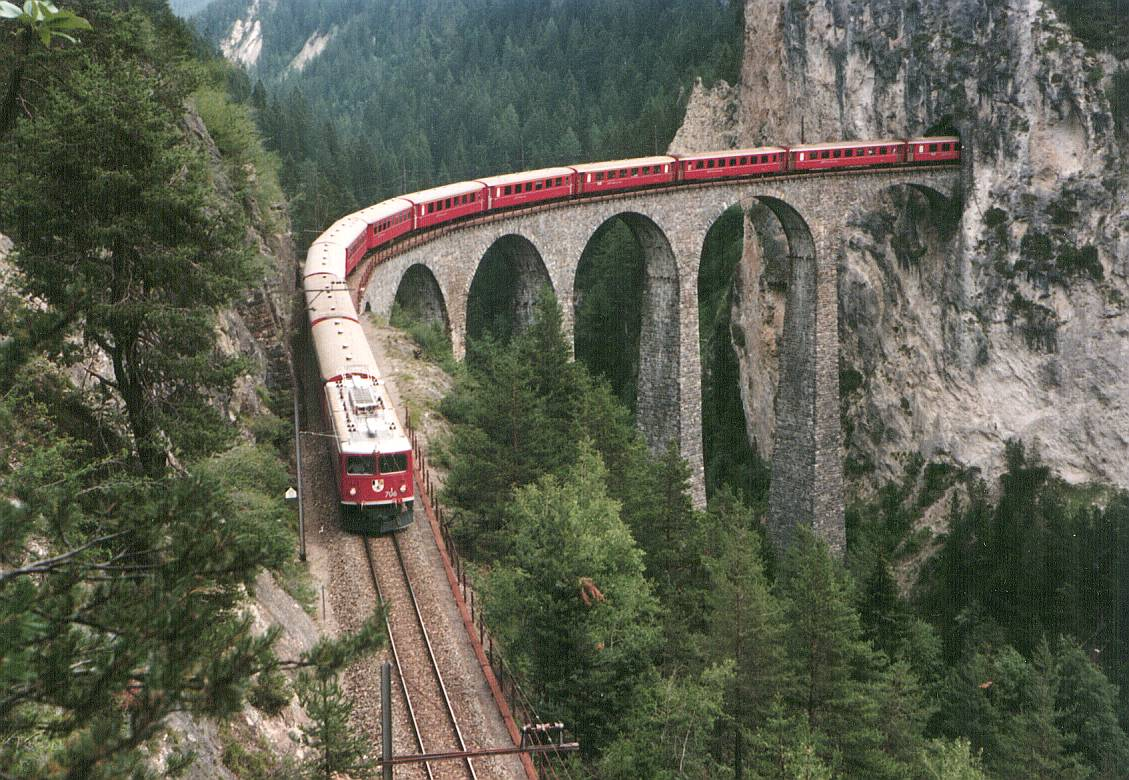
高架橋をわたるGe 6/6 706電気機関車。
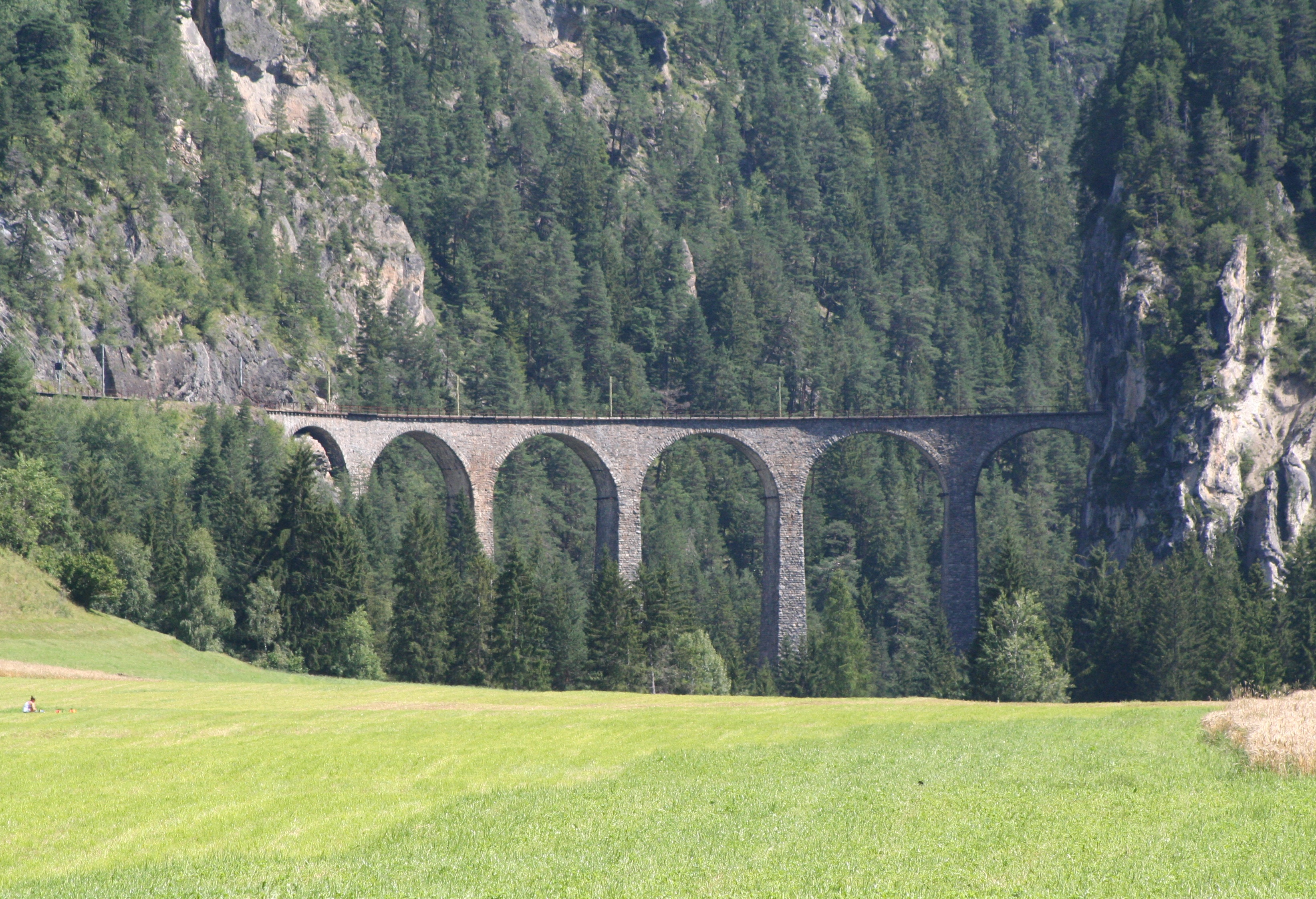